# Кампозано
Кампозано (італ. Camposano, сиц. Campusanu) — муніципалітет в Італії, у регіоні Кампанія,  метрополійне місто Неаполь.
Кампозано розташоване на відстані близько 210 км на південний схід від Рима, 28 км на північний схід від Неаполя.
Населення — 5341 особа (2014).
Щорічний фестиваль відбувається 25 жовтня. Покровитель — San Gavino Martire.

## Демографія
Населення за роками:

Станом на 1 січня 2023 року в муніципалітеті офіційно проживало 90 іноземців з 16 країн, серед них 50 громадян країн Євросоюзу та 20 громадян України.

## Сусідні муніципалітети
- Чиччано
- Чимітіле
- Коміціано
- Нола